# Astenus pulchellus
Astenus pulchellus – gatunek chrząszcza z rodziny kusakowatych i podrodziny żarlinków.
Gatunek ten został opisany w 1839 roku przez Oswalda Heera jako Sunius pulchellus.
Chrząszcz o wydłużonym i nieco spłaszczonym ciele długości od 3 do 3,5 mm. Ubarwiony jest czarno lub brunatnoczarno, niekiedy z żółtymi lub rdzawożółtymi barkami i okolicą szwu pokryw oraz wierzchołkiem odwłoka. Osobniki nie w pełni wybarwione (teneralne) są całkiem lub częściowo rdzawożółte lub rdzawe. Głowa i przedplecze są matowe, zaś pokrywy i odwłok błyszczące. Duża, dłuższa niż szersza głowa jest ponad oczami łopatowato ku przodowi wydłużona. Przedplecze jest najszersze w części przedniej, nieobrzeżone, zaopatrzone w dwie pary długich szczecinek na bocznych krawędziach. Pokrywy są dłuższe niż szerokie, znacznie szersze i dłuższe od przedplecza. Odwłok jest słabo rozszerzony ku tyłowi i ma tergity pozbawione poprzecznych bruzd nasadowych. W przypadku trzech początkowych tergitów odległości między bruzdami bocznymi są około dwukrotnie większe niż długości tychże tergitów. Szósty sternit odwłoka u samca trójkątne wcięcie na tylnym brzegu.
Owad znany z Wielkiej Brytanii, Francji, Belgii, Holandii, Niemiec, Danii, Szwecji, Norwegii, Finlandii, Estonii, Łotwy, Szwajcarii, Austrii, Włoch, Polski, Czech, Słowacji, Węgier, Ukrainy, Rumunii, Rosji i wschodniej Palearktyki. Zasiedla tereny otwarte, zwłaszcza gleby uprawne. Uznawany za gatunek synantropijny, gdyż często spotyka się go w pryzmach kompostowych, pod plewami, słomą i gnijącym sianem.